# Новина (Мядельський район)
Новина (біл. вёска  Навіна) — село в складі Мядельського району Мінської області, Білорусь. Село підпорядковане Будславській сільській раді, розташоване в північній частині області.